# Looking at You
Looking at You è un singolo promozionale lanciato in occasione dell'uscita di One Life One Soul - Best of Ballads, la prima raccolta della rock band svizzera Gotthard. Si tratta di uno dei due inediti del disco; l'altro è una cover di Ruby Tuesday dei Rolling Stone (inserita come lato B del singolo).
Si tratta di una canzone scritta e originariamente registrata dal chitarrista Mandy Meyer con il suo ex-gruppo, i Cobra, per l'album First Strike nel 1983. Il brano è stato successivamente riarrangiato dai Gotthard, che erano la band per cui suonava Meyer in quel periodo, e pubblicato nel 2002.
È la seconda volta che i Gotthard registrano una nuova versione di un brano dei Cobra, era infatti già successo con il singolo I'm Your Travellin' Man nel 1994.

## Tracce
1. Looking at You – 4:23 (Mandy Meyer, Steve Lee, Chris von Rohr)
2. Ruby Tuesday – 4:20 (Mick Jagger, Keith Richards)
3. Heaven (versione radiofonica) – 4:08 (Lee, Leo Leoni, von Rohr)